# Gare de Brechin
La gare de Brechin (Brechin Railway Station en anglais) est une ancienne gare du Canadien Pacifique, située à Brechin, Ontario. Elle sert de restaurant depuis sa fermeture.

## Histoire
La gare est construite de châssis en bois en 1911, par la Georgian Bay & Seaboard Railway (GBSR). La GBSR fait partie du réseau du chemin de fer Canadien Pacifique .

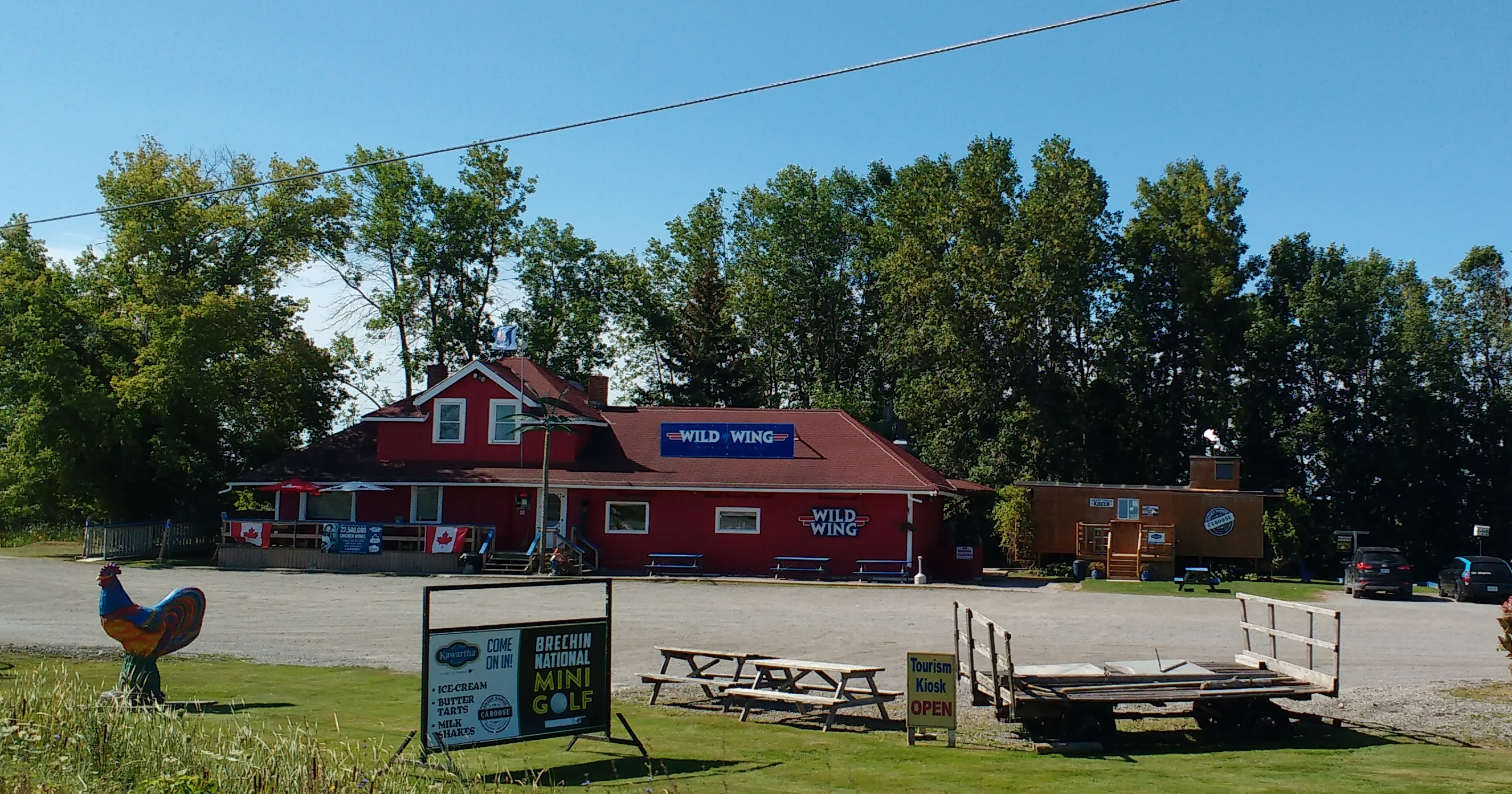
Le bâtiment en 2017.

Le CPR a érigé une série de gares sur cette ligne de chemin de fer, utilisant un plan standard et courant à l'époque. Ces édifices sont un bâtiment à deux étages, en forme de pyramide couvert avec des lucarnes pour accommoder les quartiers de l'agent de la gare. Une extension de plain-pied permet d'accueillir le trafic de marchandises et de passagers. Le Canadien Pacifique ferme cette partie de la ligne du chemin de fer en 1937 , ligne entre Orillia et Bethany Junction. Auparavant, un service passagers peu utilisée a cessé en 1932 .

## Patrimoine ferroviaire
L'ancien bâtiment voyageurs servira par la suite de résidence et de restaurant.